# Lijst van rijksmonumenten aan de Nieuwmarkt (Amsterdam)
Een overzicht van de 21 rijksmonumenten aan de Nieuwmarkt in Amsterdam.
| Object | Oorspronkelijke functie? | Bouwjaar                        | Architect | Locatie        | Coördinaten?                  | Nr.? | Afbeelding        |
| --- | ------------------------ | ------------------------------- | --------- | -------------- | ----------------------------- | ---- | ----------------- |
| Pand met gevel onder modern punttopje                                                                        | Gebouw                   | 18e eeuw                        |           | Nieuwmarkt 7   | 52° 22' 21" NB, 4° 54' 4" OL  | 3843 | Meer afbeeldingen |
| Pand met gevel onder rechte lijst                                                                            | Gebouw                   | 18e/19e eeuw                    |           | Nieuwmarkt 9   | 52° 22' 21" NB, 4° 54' 3" OL  | 3844 | Meer afbeeldingen |
| Pand met gevel onder rechte lijst                                                                            | Woonhuis                 | 18e/19e eeuw                    |           | Nieuwmarkt 11  | 52° 22' 21" NB, 4° 54' 3" OL  | 3845 | Meer afbeeldingen |
| Hoekhuis met rijk versierde klokgevel                                                                        | Gebouw                   | 1727                            |           | Nieuwmarkt 15  | 52° 22' 21" NB, 4° 54' 3" OL  | 3846 | Meer afbeeldingen |
| Hoekhuis met gebeeldhouwde klokvormige zandstenen top                                                        | Gebouw                   | 1724/1978                       |           | Nieuwmarkt 25  | 52° 22' 19" NB, 4° 54' 2" OL  | 3847 | Meer afbeeldingen |
| Waag (Amsterdam)                                                                                             | Gebouw                   | 15e eeuw                        |           | Nieuwmarkt 4   | 52° 22' 22" NB, 4° 54' 1" OL  | 3848 | Meer afbeeldingen |
| Hoekhuis met trapgevel vernieuwd                                                                             | Gebouw                   | 17/19e eeuw                     |           | Nieuwmarkt 6   | 52° 22' 23" NB, 4° 53' 60" OL | 3849 | Meer afbeeldingen |
| Pand met klokgevel                                                                                           | Gebouw                   | 17e eeuw                        |           | Nieuwmarkt 8   | 52° 22' 23" NB, 4° 53' 60" OL | 3850 | Meer afbeeldingen |
| Pand met gevel onder rechte lijst                                                                            | Gebouw                   | 18e/19e eeuw                    |           | Nieuwmarkt 10  | 52° 22' 22" NB, 4° 53' 60" OL | 3851 | Meer afbeeldingen |
| Pand met gevel onder door een dakvenster doorgebroken lijst met consoles                                     | Gebouw                   | 1662/1889                       |           | Nieuwmarkt 12  | 52° 22' 22" NB, 4° 53' 59" OL | 3852 | Meer afbeeldingen |
| Hoekhuis met gevel onder klokvormige top                                                                     | Gebouw                   | 1662/18e eeuw                   |           | Nieuwmarkt 14  | 52° 22' 22" NB, 4° 53' 59" OL | 3853 | Meer afbeeldingen |
| Pand met halsgevel                                                                                           | Gebouw                   | derde of laatste kwart 17e eeuw |           | Nieuwmarkt 16  | 52° 22' 22" NB, 4° 53' 59" OL | 3854 | Meer afbeeldingen |
| Pand met klokgevel                                                                                           | Gebouw                   | ca. 1750                        |           | Nieuwmarkt 18  | 52° 22' 22" NB, 4° 53' 59" OL | 3855 | Meer afbeeldingen |
| In oorsprong dubbel, later gesplitst huis met tweeling trapgevel, rijk versierd met banden en kleine blokjes | Gebouw                   | 1605                            |           | Nieuwmarkt 20  | 52° 22' 21" NB, 4° 53' 59" OL | 3856 | Meer afbeeldingen |
| Pand met gevel onder rechte lijst met opengewerkte consoles                                                  | Gebouw                   | laatste kwart 19e eeuw          |           | Nieuwmarkt 24  | 52° 22' 21" NB, 4° 53' 59" OL | 3857 | Meer afbeeldingen |
| Pand met gevel onder rechte lijst                                                                            | Gebouw                   | derde kwart 19e eeuw            |           | Nieuwmarkt 26  | 52° 22' 21" NB, 4° 53' 59" OL | 3858 | Meer afbeeldingen |
| Pand met gevel onder rechte lijst                                                                            | Gebouw                   | ca. 1800                        |           | Nieuwmarkt 28  | 52° 22' 21" NB, 4° 53' 58" OL | 3859 | Meer afbeeldingen |
| Pand met rijk gebeeldhouwde halsgevel                                                                        | Gebouw                   | eerste of tweede kwart 18e eeuw |           | Nieuwmarkt 34  | 52° 22' 20" NB, 4° 53' 58" OL | 3860 | Meer afbeeldingen |
| Pand met rijk gebeeldhouwde halsgevel                                                                        | Gebouw                   | eerste of tweede kwart 18e eeuw |           | Nieuwmarkt 36  | 52° 22' 20" NB, 4° 53' 58" OL | 3861 | Meer afbeeldingen |
| Pand met gevel onder rechte lijst                                                                            | Gebouw                   | eind 18e eeuw of begin 19e eeuw |           | Nieuwmarkt 38A | 52° 22' 20" NB, 4° 53' 58" OL | 3862 | Meer afbeeldingen |
| Hoekhuis met gevel onder rechte lijst met triglyfen                                                          | Gebouw                   | laatste kwart 18e eeuw          |           | Nieuwmarkt 40  | 52° 22' 20" NB, 4° 53' 58" OL | 3863 | Meer afbeeldingen |